# Tricarpelema brevipedicellatum
Tricarpelema brevipedicellatum là một loài thực vật có hoa trong họ Commelinaceae. Loài này được Faden mô tả khoa học đầu tiên năm 2007.